# Thail

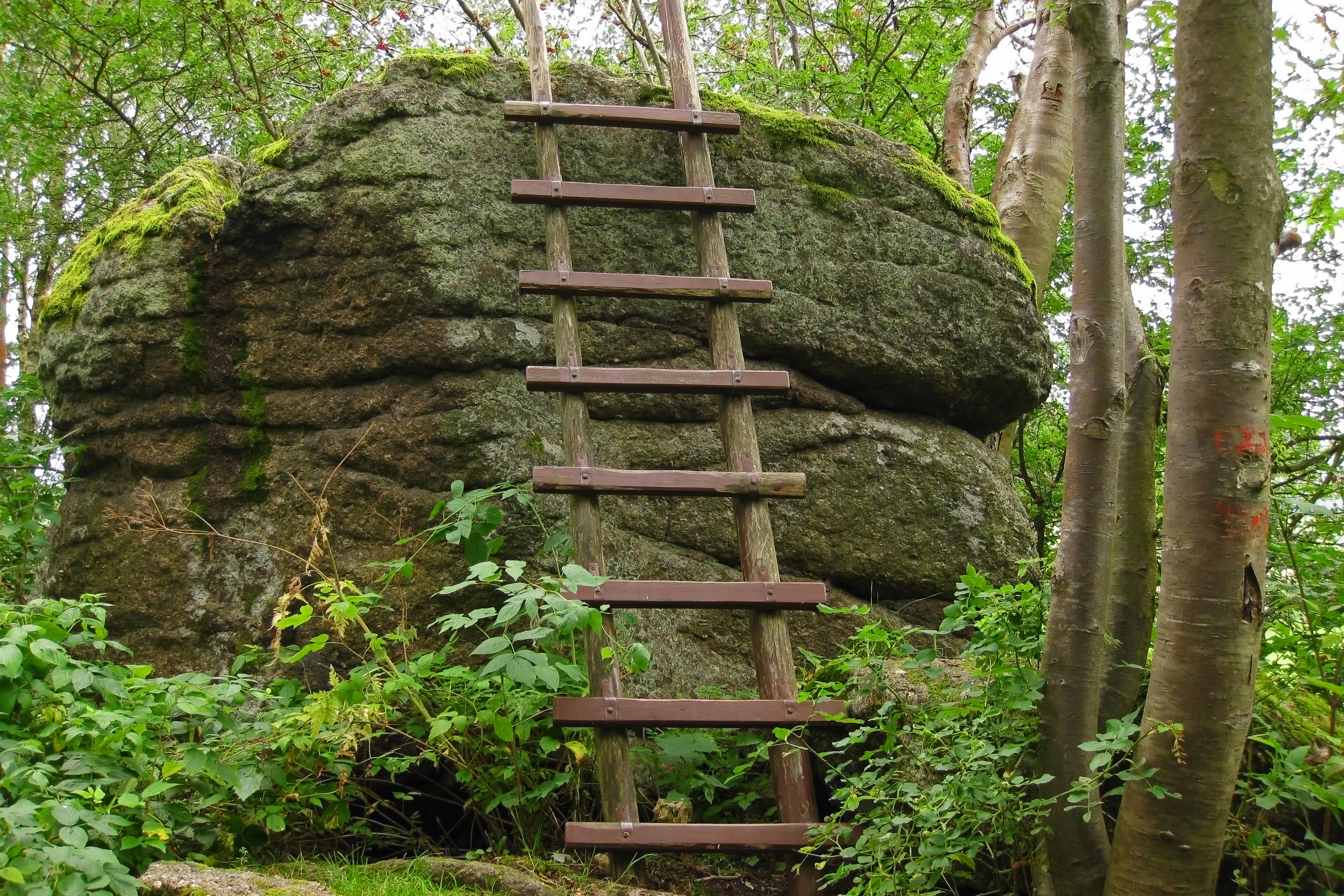
Opferstein bei Thail

Thail ist eine Ortschaft und eine Katastralgemeinde der Stadtgemeinde Groß Gerungs im Bezirk Zwettl in Niederösterreich. Die Ortschaft hat 214 Einwohner (Stand 1. Jänner 2024).

## Geschichte
Laut Adressbuch von Österreich waren im Jahr 1938 in Thail ein Eier-, Butter- und Geflügelhändler, ein Gastwirt, zwei Mühlen mit Sägewerk, ein Schneider, ein Schuster, ein Viehhändler und mehrere Landwirte ansässig.

## Siedlungsentwicklung
Zum Jahreswechsel 1979/1980 befanden sich in der Katastralgemeinde Thail insgesamt 65 Bauflächen mit 22.254 m² und 16 Gärten auf 2.530 m², 1989/1990 gab es 65 Bauflächen. 1999/2000 war die Zahl der Bauflächen auf 183 angewachsen und 2009/2010 bestanden 113 Gebäude auf 182 Bauflächen.

## Bodennutzung
Die Katastralgemeinde ist landwirtschaftlich geprägt. 255 Hektar wurden zum Jahreswechsel 1979/1980 landwirtschaftlich genutzt und 164 Hektar waren forstwirtschaftlich geführte Waldflächen. 1999/2000 wurde auf 242 Hektar Landwirtschaft betrieben und 174 Hektar waren als forstwirtschaftlich genutzte Flächen ausgewiesen. Ende 2018 waren 218 Hektar als landwirtschaftliche Flächen genutzt und Forstwirtschaft wurde auf 183 Hektar betrieben. Die durchschnittliche Bodenklimazahl von Thail beträgt 17,2 (Stand 2010).